# Березник (Ильинское сельское поселение)
Березник — упразднённая в 1988 году деревня в Слободском районе Кировской области. Находится на территории современного Ильинского сельского поселения.

## География
Деревня находилась на севере центральной части области, на юго-востоке района, в подзоне южной тайги.

## История
Ещё перепись 1678 года (РГАДА 1209-1-339, 1678 г.) упоминает однодворный починок Бздюлевской (Московское царство, Вятка, Слободской уезд,	Холуницкий стан, Холуницкий тяглый стан).
В «Списке населённых мест Вятской губернии 1905 г.» — починок	Бздюлевский (Березник), входил в	Слободской уезд,	Ильинская волость.
Снят с учёта 13.01.1988 Решение Кировского облсовета № 21 от 13.01.1988.

## Население
В 1905 году в 9 дворах проживали 61 человек, из 31 мужчин	30 женщин (Списки населённых мест Слободского уезда за 1905 год // ЦГАКО. Ф. 574. Оп. 2. Ед. хр. 617/9. л. 741).
В 1950 году — в 10 дворах 36 человек, колхозники (Списки нас. пунктов Кировской области, составленные по данным похозяйственных книг на 1 января 1951 года. // ЦГАКО. Ф. 2344. Оп. 31. Ед. хр. 529. л. 793).

## Инфраструктура
Было личное подсобное хозяйство.

## Транспорт
Просёлочная дорога. В «Списке населённых мест Вятской губернии 1859—1873 гг.» описана без дорог, «по обе стороны р. Вятки в с. Восточной части уезда»